# Джек Менселл
Джек Менселл (англ. Jack Mansell, 22 серпня 1927, Солфорд — 19 березня 2016) — англійський футболіст, що грав на позиції захисника. По завершенні ігрової кар'єри — тренер.

## Клубна кар'єра
Народився 22 серпня 1927 року в місті Солфорд. Вихованець футбольної школи «Манчестер Юнайтед».
У дорослому футболі дебютував 1948 року виступами за команду «Брайтон енд Гоув», в якій провів чотири сезони, взявши участь у 116 матчах чемпіонату. 
Протягом 1952—1953 років захищав кольори клубу «Кардіфф Сіті», після чого перебрався до «Портсмута». Відіграв за клуб з Портсмута наступні п'ять сезонів своєї ігрової кар'єри. Більшість часу, проведеного у складі «Портсмута», був основним гравцем команди.
Завершував ігрову кар'єру у команді «Істборн Юнайтед».

## Виступи за збірну
Мав в активі дві гри за другу збірну Англії.

## Кар'єра тренера
Граючи за «Істборн Юнайтед», паралельно виконував функції тренера. Згодом входив до тренерських штабів «Шеффілд Венсдей» та «Квінз Парк Рейнджерс».
Перший досвід самостійної роботи отримував у першій половині 1960-х, працюючи у Нідерландах з командами «Блау-Віт» та «Телстар». Пізніше працював на батьківщині з «Ротергем Юнайтед» і «Редінгом», у США з «Бостон Біконс», а також з турецьким  «Галатасараєм».
1976 року тренував збірну Бахрейна, а завершував тренерську кар'єру в Ізраїлі, де протягом 1980–1981 років очолював збірну країни, а в 1982–1983 роках був головним тренером «Маккабі» (Хайфа).
Помер 19 березня 2016 року на 89-му році життя.